# Tyranni
Sous-ordre
Les Tyranni sont un sous-ordre de passereaux comprenant environ 1 000 espèces assez primitives ; la plus grande partie d'entre elles se trouve en Amérique du Sud.
Ils ont des structures vocales moins développées que les oiseaux chanteurs du sous-ordre des Passeri. Des études de l'ADN mitochondrial ont confirmé que les sous-ordres des Tyranni et des Passeri sont génétiquement distinctes.

## Familles
| Classification de Howard et Moore | Taxinomie Sibley-Ahlquist |
| --- | --- |
| - Cotingidés : oxyrhynque, raras, cotingas, piauhaus, coracines, arapongas, coqs-de-roche (71 espèces) - Pipridés : manakins, piprites, sapayoa, antriades (58 espèces) - Tyrannidés : tyranneaux, élénies, taurillons, doradites, corythopis, calandrites, pipromorphes, microtyrans, becs-en-arc, todirostres, platyrhynques, porte-éventail, moucherolles, piouis, lessonies, adas, pitajos, pépoazas, gauchos, dormilons, tyrans, casiornes, attilas, aulias, tityres, bécardes (429 espèces) | - Acanthisittidae : xéniques (4 espèces) - Conopophagidae : conophages (8 espèces) - Eurylaimidae : Eurylaime (14 espèces) - Formicariidae : fourmiliers, tétémas et grallaires (56 espèces) - Furnariidae : fourniers, géosittes, upucerthies, chilia, cinclodes, synallaxes, annumbis, pseudosittine, tête-de-feu, queues-grises, anabasittes, cacholotes, anabates, sclérures, picerties, sittines, mégasittines et picotelles (280 espèces) - Philepittidae : Philépitte (4 espèces) - Pittidae : brèves (31 espèces) - Rhinocryptidae : tourcos, mérulaxes et cordons-noirs (28 espèces) - Sapayoidae : Sapaya (1 espèce) - Thamnophilidae : bataras, myrmidons, grisins, alapis, fourmiliers et palicours (188 espèces) - Tyrannidae (537 espèces) |